# Fábio (ur. 1990)
Fábio Pereira da Silva (ur. 9 lipca 1990 roku w Petrópolis) – brazylijski piłkarz portugalskiego pochodzenia występujący na pozycji obrońcy we francuskim klubie FC Nantes. Reprezentant Brazylii. Jest bratem bliźniakiem piłkarza Rafaela.

## Kariera klubowa
Fábio da Silva urodził się 9 lipca 1990 roku w Petrópolis, w stanie Rio de Janeiro. Karierę piłkarską rozpoczynał w Fluminense FC. W lutym 2007 roku podpisał kontrakt z Manchesterem United, lecz do angielskiej drużyny, ze względu na przepisy FIFA, trafił dopiero latem 2008 roku. W nowym klubie zadebiutował w styczniu 2009 roku w pucharowym spotkaniu przeciwko Tottenhamowi. Zagrał także w kwietniowym meczu z Evertonem, który był jego ostatnim występem w sezonie 2008/2009.
Na początku sezonu 2009/2010 da Silva wystąpił w przegranym meczu o Tarczę Wspólnoty z Chelsea. W sierpniu 2009 roku zadebiutował w Premier League, grając przez pełne 90. minut w wygranym 1:0 spotkaniu z Birmingham City. 21 października po raz pierwszy wystąpił w europejskich pucharach – zagrał w pojedynku z CSKA Moskwa. 1 kwietnia 2010 roku przedłużył swoją umowę z Manchesterem do 2014. Łącznie w sezonie 2009/2010 rozegrał jedenaście meczów, a jego klub dotarł do półfinału LM oraz został wicemistrzem Anglii.
Sezon 2010/2011 da Silva rozpoczął od zdobycia wraz ze swoim klubem Tarczy Wspólnoty. Regularnie występował także w fazie grupowej Ligi Mistrzów. 26 lutego 2011 roku strzelił pierwszego gola dla Manchesteru w wygranym 4:0 meczu przeciwko Wigan Athletic. Z kolei 12 marca zdobył bramkę w spotkaniu z Arsenalem w ramach FA Cup, przyczyniając się do zwycięstwa i awansu swojego zespołu do półfinału. W sezonie 2010/2011 zdobył wraz z Manchesterem mistrzostwo Anglii oraz dotarł do finału Ligi Mistrzów – w nim wystąpił w pierwszym składzie, w 69. minucie został zmieniony przez Naniego, natomiast angielski zespół przegrał z FC Barceloną 1:3.
31 stycznia 2014 roku Fábio został zawodnikiem walijskiego Cardiff City.

## Kariera reprezentacyjna
Fábio da Silva wystąpił w Mistrzostwach Świata U-17 w Korei (2007), w których reprezentacja Brazylii dotarła do fazy pucharowej (przegrana z Ghaną w 1/8 finału), a on był kapitanem drużyny.
Fábio da Silva i jego brat byli namawiani przez Carlosa Queiroza do gry w reprezentacji Portugalii.
7 października 2011 w wygranym 1-0 towarzyskim meczu z reprezentacją Kostaryki Fábio da Silva zadebiutował w reprezentacji Brazylii.